# Varatchaya Wongteanchai
Varatchaya Wongteanchai (Chiang Rai, 7 september 1989) is een tennisspeelster uit Thailand. Wongteanchai begon met tennis toen zij zeven jaar oud was. Haar favoriete ondergrond is hardcourt. Zij speelt rechtshandig en heeft een tweehandige backhand. Ook haar jongere zuster Varunya is beroepstennisspeelster – in de periode 2011–2014 speelden zij geregeld dubbelspeltoernooien samen, waarin zij vier ITF-titels wonnen en de halve finale bereikten van het WTA-toernooi van Pattaya 2013.

## Loopbaan

### Enkelspel
Wongteanchai debuteerde in 2006 op het ITF-toernooi van haar woonplaats Bangkok (Thailand). Zij stond in 2009 voor het eerst in een finale, op het ITF-toernooi van Bangkok – zij verloor van de Japanse Ai Yamamoto. In 2011 veroverde Wongteanchai haar eerste titel, op het ITF-toernooi van Mumbai (India), door de Oezbeekse Vlada Ekshibarova te verslaan. Tot op hedenjuli 2016 won zij vier ITF-titels, de meest recente in 2013 in Quanzhou (China).
In 2010 speelde Wongteanchai voor het eerst op een WTA-hoofdtoernooi, op het toernooi van Pattaya. In het enkelspel kwam zij nooit tot een WTA-finale. Haar beste resultaat op de WTA-toernooien is het bereiken van de tweede ronde op het WTA-toernooi van Pattaya 2013.

### Dubbelspel
Wongteanchai behaalde in het dubbelspel betere resultaten dan in het enkelspel. Zij debuteerde in 2006 op het ITF-toernooi van Bangkok (Thailand), samen met landgenote Nungnadda Wannasuk – hier veroverde zij meteen de titel, door het duo Chang Kai-chen en Thuy-Dung Nguyen te verslaan. Tot op hedenjuli 2016 won zij 31 ITF-titels, de meest recente in 2016 in Nanning (China).
In 2006 speelde Wongteanchai voor het eerst op een WTA-hoofdtoernooi, op het toernooi van Bangkok, samen met landgenote Noppawan Lertcheewakarn. Zij stond in 2015 voor het eerst in een WTA-finale, op het toernooi van Hua Hin, samen met de Chinese Yang Zhaoxuan – zij verloren van het Chinese koppel Liang Chen en Wang Yafan. In 2016 veroverde Wongteanchai haar eerste WTA-titel op het toernooi van Kuala Lumpur, waar zij samen met dezelfde partner Yang Zhaoxuan revanche nam op het Chinese koppel Liang Chen en Wang Yafan.
Haar hoogste notering op de WTA-ranglijst is de 79e plaats, die zij bereikte in juli 2016.

### Tennis in teamverband
Wongteanchai maakte in de periode 2009–2014 vijfmaal deel uit van het Fed Cup-team van Thailand. Zij speelde vooral dubbelspelpartijen, en haalde daarin een winst/verlies-balans van 9–5.

## Posities op deWTA-ranglijst
Positie per einde seizoen:
| jaartal | ranking enkelspel | ranking dubbelspel |
| ------- | ----------------- | ------------------ |
| 2006    | 1146              | 693                |
| 2007    | 801               | 285                |
| 2008    | 448               | 284                |
| 2009    | 459               | 250                |
| 2010    | 572               | 291                |
| 2011    | 221               | 164                |
| 2012    | 311               | 145                |
| 2013    | 268               | 145                |
| 2014    | 300               | 243                |
| 2015    | 281               | 187                |

## Palmares
| Legenda                 |
| ----------------------- |
| Grandslamtoernooi       |
| Olympische Spelen       |
| Year-End Championships  |
| Premier Mandatory       |
| Premier Five / WTA 1000 |
| Premier / WTA 500       |
| International / WTA 250 |
| Challenger / WTA 125    |

### WTA-finaleplaatsen enkelspel
geen

### WTA-finaleplaatsen vrouwendubbelspel
| nr.              | finale     | toernooi         | ondergrond    | partner       | tegenstandsters                   | score            |         |
| ---------------- | ---------- | ---------------- | ------------- | ------------- | --------------------------------- | ---------------- | ------- |
| gewonnen finales |            |                  |               |               |                                   |                  |         |
| 1.               | 2016-03-06 | WTA Kuala Lumpur | hardcourt     | Yang Zhaoxuan | Liang Chen Wang Yafan             | 4-6, 6-4, [10-7] | details |
| 2.               | 2016-07-17 | WTA Boekarest    | gravel        | Jessica Moore | Alexandra Cadanțu Katarzyna Piter | 6-3, 7-6         | details |
| verloren finales |            |                  |               |               |                                   |                  |         |
| 1.               | 2015-11-15 | WTA Hua Hin      | hardcourt (i) | Yang Zhaoxuan | Liang Chen Wang Yafan             | 3-6, 4-6         | details |

### Gewonnen ITF-toernooien enkelspel
| nr. | finaledatum | toernooi   | dotatie | tegenstandster in finale | score         |
| --- | ----------- | ---------- | ------- | ------------------------ | ------------- |
| 1.  | 2011-02-25  | Mumbai     | $10.000 | Vlada Ekshibarova        | 2-6, 6-4, 6-1 |
| 2.  | 2011-06-19  | Balikpapan | $25.000 | Wang Qiang               | 7-5, 6-3      |
| 3.  | 2011-06-25  | Pattaya    | $10.000 | Anna Tyulpa              | 6-4, 6-1      |
| 4.  | 2013-01-11  | Quanzhou   | $50.000 | Nadija Kitsjenok         | 6-2, 6-7, 7-6 |